# Aragóniai Eleonóra kasztíliai királyné
Aragóniai Eleonóra (El Puig, 1358. február 20. –‎ Cuéllar, 1382. augusztus 13.) kasztíliai királyné, I. János kasztíliai király felesége

## Élete
IV. Péter aragóniai király és harmadik felesége, Szicíliai Eleonóra királyi hercegnő harmadik gyermeke és első lánya.
1375-ben, körülbelül 50 évesen elhunyt Eleonóra édesanyja, IV. Péter pedig újból megnősült. Negyedik hitvese az özvegy Fortià Szibilla lett 1377. október 11-én, aki előzőleg a néhai királyné egyik udvarhölgye volt. Apja újranősülését nem fogadta jól sem Eleonóra, sem testvérei, köztük is legfőképpen Vadász János herceg.
A királyné 1382. augusztus 13-án világra hozta harmadik gyermekét, egy kislányt, ám a 24 éves asszony belehalt a szülésbe. A gyermek, aki anyja után az Eleonóra nevet kapta, fiatalon hunyt el. A megözvegyült uralkodó ismét megnősült, 1383. május 14-én vette feleségül a mindössze 10 esztendős Burgundi Beatrix portugál királyi hercegnőt, aki apja egyetlen gyermekeként a trón várományosa volt. 

## Gyermekei
Az észak-spanyolországi Soria városában 1375. június 18-án Eleonóra hozzáment a nála fél évvel fiatalabb, leendő I. János kasztíliai királyhoz, akinek frigyük 7 éve során 3 örököst szült:
- Henrik (1379. október 4. – 1406. december 25.)
- Ferdinánd (1380. november 27. – 1416. április 2.)
- Eleonóra (1382. augusztus 13. – ?)